# Di-ethylazodicarboxylaat
Di-ethylazodicarboxylaat, doorgaans afgekort als DEAD, is een organische verbinding met als brutoformule C6H10N2O4. De molecule is een azoverbinding, waarbij de twee dubbel gebonden stikstofatomen van de azogroep elk verbonden zijn met een ethylester. DEAD is een oranjerode vloeistof die wordt gebruikt in de organische synthese.

## Synthese
Di-ethylazodicarboxylaat kan in een tweestapsreactie worden geproduceerd uit hydrazine door alkylering met ethylchloorformiaat, gevolgd door behandeling met chloorgas of salpeterzuur:

## Toepassingen
Di-ethylazodicarboxylaat is een reagens in diels-alderreacties, zoals de synthese van bicyclo[2.1.0]pentaan.
DEAD is ook een belangrijk reagens in de Mitsunobu-reactie, waarbij het een rol speelt in de conversie van een alcohol naar een andere functionele groep, zoals een ester of een azide.

## Toxicologie en veiligheid
Di-ethylazodicarboxylaat is toxisch, schokgevoelig en thermisch instabiel. Het wordt doorgaans als oplossing in tolueen gebruikt, en niet als zuivere stof. Verder wordt het gestabiliseerd door een aanzienlijke hoeveelheid dichloormethaan toe te voegen. DEAD wordt tegenwoordig vaak vervangen door DIAD (di-isopropylazodicarboxylaat).